# Phytomyza erigerophila
Phytomyza erigerophila är en tvåvingeart som beskrevs av Erich Martin Hering 1927. Phytomyza erigerophila ingår i släktet Phytomyza och familjen minerarflugor. Arten har ej påträffats i Sverige. Inga underarter finns listade i Catalogue of Life.